# 龙嘉德
龙嘉德（西班牙語：Ramon Laguarta, 1963年—）是一位西班牙企业家，现任百事公司首席执行官。中文名叫龙嘉德。

## 生平

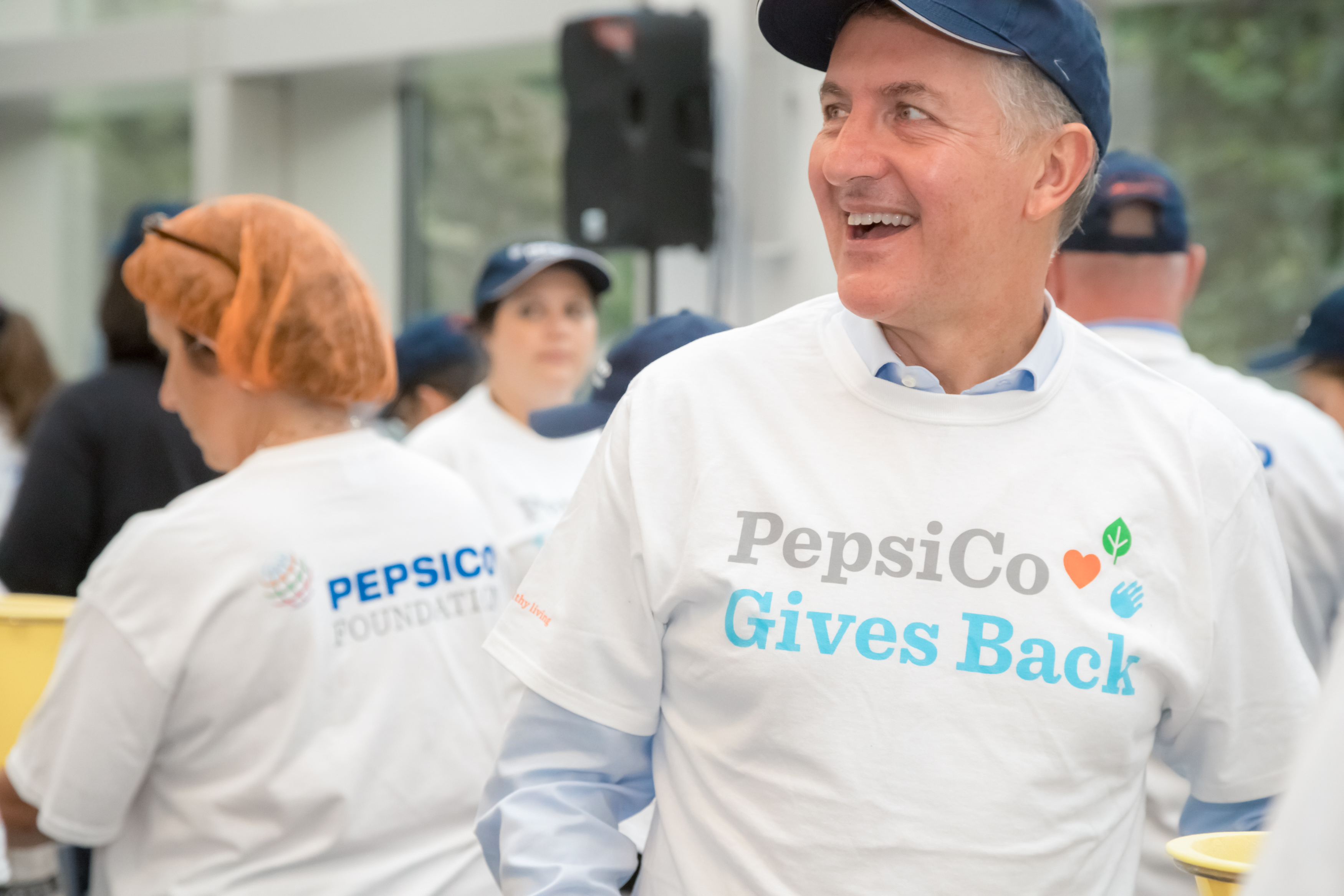
现身百事社区活动

1963年出生于西班牙巴塞罗那，1985年毕业于巴塞罗那一家商学院，1986年毕业于雷鸟全球管理学院。之后进入珍宝珠任职，1996年加入百事公司。2018年3月接替卢英德担任百事公司首席执行官，2019年2月兼任董事长。

## 家庭
已婚，有三个孩子。会说英语、法语、德语、西班牙语、加泰罗尼亚语、希腊语。